# Pedro III de Arborea
Pedro III fue juez de Arborea desde 1336 hasta su muerte en 1347. 

## Biografía
Era hijo de Hugo II de Arborea, a la muerte de su padre en 1336, Pedro III asumió el trono y comunicó al rey Alfonso IV de Aragón que pretendía ser el soberano de toda Cerdeña con su investidura papal.
Pedro III anteriormente, en 1326, ya se había casado con Constanza (muerta el 18 de febrero de 1348), hija del marqués Tomás II de Saluzzo. El reino de Pedro III fue débil y puesto bajo la dirección y fuerte influencia de su canciller y arzobispo de Arborea Guido Cattaneo, y del canónico de Tramatza y doctor en leyes Filippo Mameli.
Cuando el rey Alfonso IV murió en 1336, el hermano de Pedro III y su futuro sucesor como juez, Mariano IV de Arborea, hizo homenaje al nuevo rey Pedro IV de Aragón y obtuvo en vasallaje el condado de Goceano.
No se conoce mucho más de su reino más que en 1343 obtuvo del papa Clemente IV el permiso de fundar un monasterio de clarisas.
| Predecesor: Hugo II de Arborea | Juez de Arborea 1336 - 1347 | Sucesor: Mariano IV de Arborea |

- Datos: Q2437335
- Multimedia: Peter III of Arborea / Q2437335